# 天津大桥 (昌都)
天津大桥，位于中华人民共和国西藏自治区昌都市海拔3200米的卡若区生格村，横跨澜沧江。天津大桥项目总投资8000万元，2014年初开工，2015年11月26日竣工，总长度为173.5米，总宽度23米，是天津市第七批援藏项目。

## 历史沿革
1994年，中央第三次西藏工作座谈会明确天津市对口支援西藏昌都地区（今昌都市）。1994年开始，天津市按照中央政府的部署开始对口支援西藏昌都建设。2014年初，天津市开始投资8000万元兴建天津大桥项目并开工建设，总长度为173.5米，总宽度23米。